# Partialrigg

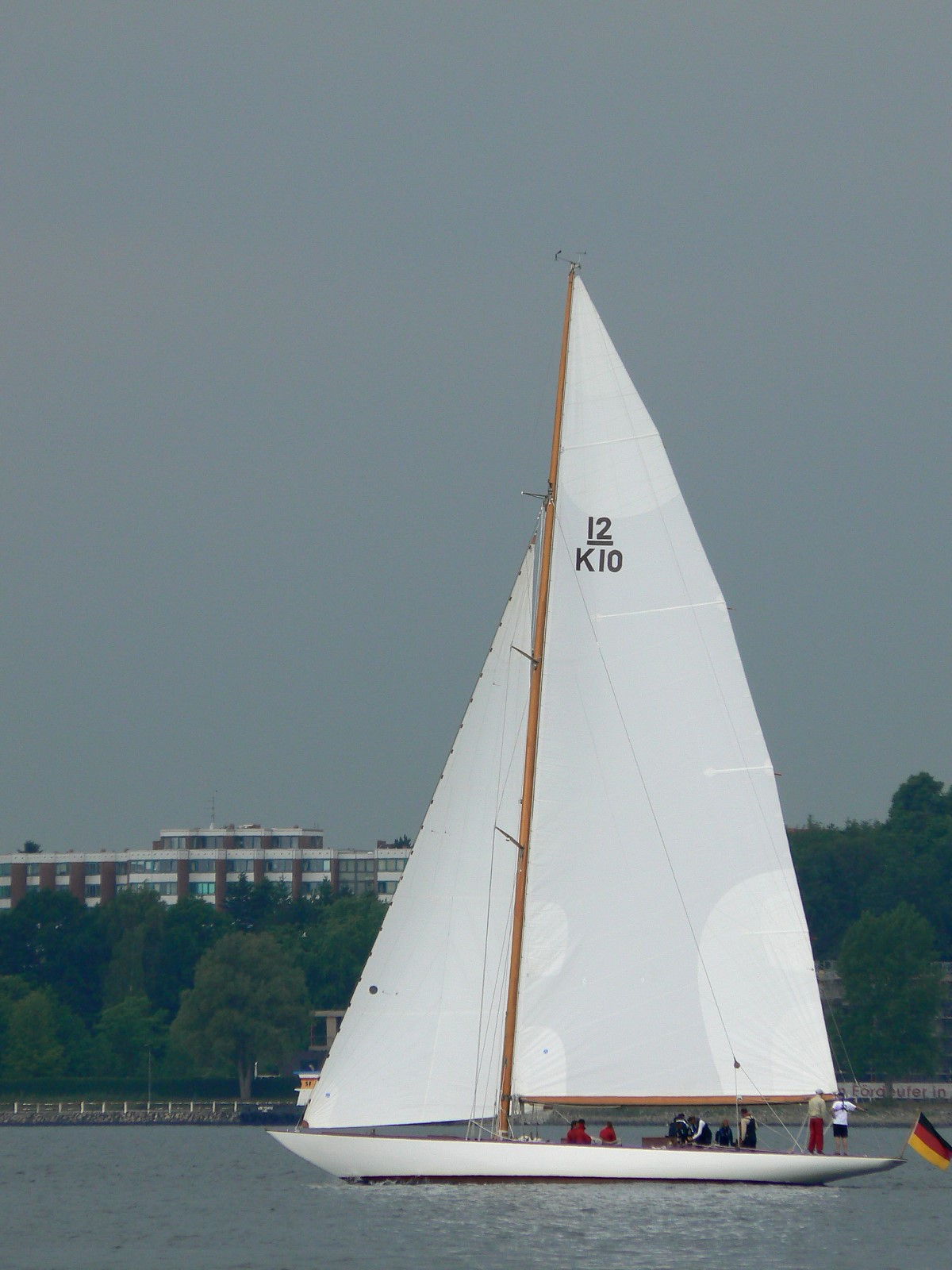
Segelbåt ("tolva") med partialrigg.

Partialrigg eller fraktionsrigg är en bermudarigg där förstagets infästning i masten inte sitter i masttoppen utan en bit ned. Partialriggen är mycket vanlig på segelbåtar.
Partialriggar har den fördelen att förseglets yta minskas och kan ge en mer lättseglad båt. Dessutom ökar möjligheterna att trimma seglen. Till exempel kan man på en partialriggad båt krumma (böja) masten genom att spänna akterstaget, och på så sätt plana ut storseglet för att ge båten bättre egenskaper i hård vind.
Partialrigg var allenarådande på kappseglingsbåtar från 1930-1960-talen. På modernare båtar har den igen börjat förekomma, medan båtar från 70-80-talen oftast har masthead då detta var fördelaktigast i det handikappsystem som då användes (IOR).
Vanliga båtar med partialrigg är till exempel Nordisk Folkbåt (2/3-rigg) och IF-båt (7/8-rigg).